# Provincia di Tak
La provincia di Tak si trova in Thailandia e fa parte del gruppo regionale della Thailandia del Nord. Si estende per 16.407 km² e a tutto il 2020 aveva 670 265 abitanti. Il capoluogo è il distretto di Mueang Tak, nel cui territorio vi è la città omonima. La città più popolosa è Mae Sot.

## Geografia antropica

### Amministrazione provinciale

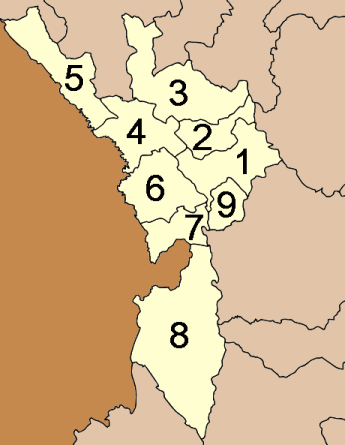
Mappa dei distretti

La provincia è suddivisa in 9 distretti (amphoe). Questi a loro volta sono suddivisi in 63 sottodistretti (tambon) e 493 villaggi (muban). Il governo provinciale si chiama "Organizzazione per l'amministrazione provinciale" (ongkan borihan suan changwat)
| 1. Mueang Tak 2. Ban Tak 3. Sam Ngao 4. Mae Ramat 5. Tha Song Yang 6. Mae Sot 7. Phop Phra 8. Umphang 9. Wang Chao |

### Amministrazione locale
Oltre al governo provinciale vi sono quelli dei 9 distretti, detti "Organizzazione per l'amministrazione distrettuale" (ongkan borihan suan amphoe). La provincia ha 19 municipalità (thesaban), ognuna delle quali ha un proprio governo. La più popolosa è Mae Sot (41 581 residenti nel 2020), che ha lo status di città maggiore (thesaban nakhon), la seconda più popolosa è Tak (16 079), con lo status di città minore (thesaban mueang). Le altre 17 sono municipalità di sottodistretto (thesaban tambon) e la più popolosa è Tha Sai Luat (24 544). Nell'aprile 2020, le aree che non ricadono sotto la giurisdizione delle amministrazioni comunali erano governate da un totale di 49 "Organizzazioni per l'amministrazione del sottodistretto" (ongkan borihan suan tambon).